# Ouchi Issei
Ouchi Issei (sinh ngày 8 tháng 9 năm 2000) là một cầu thủ bóng đá người Nhật Bản.

## Sự nghiệp câu lạc bộ
Ouchi Issei hiện đang chơi cho Yokohama FC.